# At the BBC (Siouxsie and the Banshees)
| Recensione       | Giudizio |
| ---------------- | -------- |
| The List         |          |
| Mojo             | [ 1 ]    |
| Record Collector | [ 2 ]    |

At the BBC è un cofanetto di sessioni dal vivo del gruppo musicale britannico Siouxsie and the Banshees, pubblicato il 1 giugno 2009.

## Il disco
At the BBC si compone di quattro dischi contenenti 84 canzoni rimasterizzate in digitale di sessioni della BBC, brani di concerti dal vivo e spettacoli TV, registrati tra il 1977 e il 1991, divisi in tre CD e un DVD, più un libro rilegato.
Il DVD ospita diverse sessioni live filmate per The Old Grey Whistle Test e Oxford Road Show, e, per la prima volta, un concerto inedito girato a Warwick nel marzo 1981, prima del loro album Juju, con John McGeoch alla chitarra. Robert Smith inoltre, appare alla chitarra in nove canzoni, tra cui in una sessione TV del 1979 e tutte le apparizioni televisive da novembre 1982 a marzo 1984.

### Accoglienza
Mojo ha scritto: 
"In un cofanetto di quattro dischi, tre CD includono le loro sessioni alla BBC, ma un DVD vitale rivela la vera natura dei Banshees. Nessun errore: il post-punk è iniziato qui. E che non è la metà di esso. Tra la fine del 1977 e l'autunno '79, nessuna band britannica poteva eguagliare i Banshees. Col loro infame, improvvisato esordio nell'agosto '76 al 100 Club Punk Rock Festival avevano preso il fai da te in modo troppo letterale. Un anno dopo, riemersero con una sessione da John Peel che era lontano anni luce dalle teste vuote del punk. Che esordio, ancora incredibilmente originale e sicuro di sé, partono 55 canzoni registrate per la BBC Radio che compongono i primi tre dischi. Un quarto comprende 29 spettacoli girati per la BBC TV. Da un inizio freddo glaciale su Old Grey Whistle Test, ad un addio allo zafferano a Top of The Pops 13 anni più tardi, si racconta la trasformazione degli iconoclasti più militanti del punk in un colosso della musica alternativa".

## Tracce

### CD 1
1. Love in a Void (John Peel Session 29/11/77 - Registrato il 29/11/77. Trasmesso il 5/12/77) - 2:40
2. Mirage (John Peel Session 29/11/77 - Registrato il 29/11/77. Trasmesso il 5/12/77) - 2:41
3. Metal Postcard (Mittageisen) (John Peel Session 29/11/77 - Registrato il 29/11/77. Trasmesso il 5/12/77) - 3:34
4. Suburban Relapse (John Peel Session 29/11/77 - Registrato il 29/11/77. Trasmesso il 5/12/77) - 3:05
5. Hong Kong Garden (John Peel Session 6/2/78 - Registrato il 6/2/78. Trasmesso il 23/2/78) - 2:41
6. Overground (John Peel Session 6/2/78 - Registrato il 6/2/78. Trasmesso il 23/2/78) - 3:11
7. Carcass (John Peel Session 6/2/78 - Registrato il 6/2/78. Trasmesso il 23/2/78) - 3:43
8. Helter Skelter (John Peel Session 6/2/78 - Registrato il 6/2/78. Trasmesso il 23/2/78) - 3:30
9. Placebo Effect (John Peel 9/4/79 - Registrato il 9/4/79. Trasmesso il 16/4/79) - 4:24
10. Playground Twist (John Peel 9/4/79 - Registrato il 9/4/79. Trasmesso il 16/4/79) - 3:06
11. Regal Zone (John Peel Session 9/4/79 - Registrato il 9/4/79. Trasmesso il 16/4/79) - 3:54
12. Poppy Day (John Peel Session 9/4/79 - Registrato il 9/4/79. Trasmesso il 16/4/79) - 2:05
13. Halloween (John Peel Session 10/2/81 - Registrato il 10/2/81. Trasmesso il 18/2/81) - 3:38
14. Voodoo Dolly (John Peel Session 10/2/81 - Registrato il 10/2/81. Trasmesso il 18/2/81) - 6:31
15. But Not Them (John Peel Session 10/2/81 - Registrato il 10/2/81. Trasmesso il 18/2/81) - 3:32
16. Into The Light (John Peel Session 10/2/81 - Registrato il 10/2/81. Trasmesso il 18/2/81) - 4:22
17. Arabian Knights (Richard Skinner Session - Registrato il 4.6.81. Trasmesso il 16.6.81) - 3:04
18. Red Over White (Richard Skinner Session - Registrato il 4.6.81. Trasmesso il 16.6.81) - 4:24
19. Head Cut (Richard Skinner Session - Registrato il 4.6.81. Trasmesso il 16.6.81) - 4:24
20. Supernatural Thing (Richard Skinner Session - Registrato il 4.6.81. Trasmesso il 16.6.81) - 4:06

### CD 2
1. Coal Mind (Kid Jensen Session - Registrato il 13.5.82. Trasmesso il 24.5.82) - 3:35
2. Green Fingers (Kid Jensen Session - Registrato il 13.5.82. Trasmesso il 24.5.82) - 3:29
3. Painted Bird (Kid Jensen Session - Registrato il 13.5.82. Transmitted 24.5.82) - 4:17
4. Cascade (Kid Jensen Session - Registrato il 13.5.82. Trasmesso il 24.5.82) - 4:32
5. Candyman (John Peel Session - Registrato il 28.1.86. Trasmesso il 3/2/86) - 3:45
6. Cannons (John Peel Session - Registrato il 28.1.86. Trasmesso il 3/2/86) - 3:18
7. Land's End (John Peel Session - Registrato il 28.1.86. Trasmesso il 3/2/86) - 6:16
8. Shooting Sun (Janice Long Show - Registrato il 11.1.87. Trasmesso il 2.2.87) - 4:15
9. Song from the Edge of the World (Janice Long Show - Registrato il 11.1.87. Trasmesso il 2.2.87) - 4:07
10. Little Johnny Jewel (Janice Long Show - Registrato il 11.1.87. Trasmesso il 2.2.87) - 5:10
11. Something Blue (Janice Long Session - Registrato il 11.1.87. Trasmesso il 2.2.87) - 1:07
12. Green Fingers (Apollo Theatre, Oxford in Concert - Registrato il 14.11.85. Trasmesso il 10/3/86) - 3:41
13. Bring Me the Head of a Preacher Man (Apollo Theatre, Oxford in Concert - Registrato il 14.11.85. Trasmesso il 10/3/86) - 4:40
14. Sweetest Chill (Apollo Theatre, Oxford in Concert - Registrato il 14.11.85. Trasmesso il 10/3/86) - 4:10
15. Cannons (Apollo Theatre, Oxford in Concert - Registrato il 14.11.85. Trasmesso il 10/3/86) - 3:22
16. Melt! (Apollo Theatre, Oxford in Concert - Registrato il 14.11.85. Trasmesso il 10/3/86) - 4:10
17. Candyman (Apollo Theatre, Oxford in Concert - Registrato il 14.11.85. Trasmesso il 10/3/86) - 3:47
18. Land's End (Apollo Theatre, Oxford in Concert - Registrato il 14.11.85. Trasmesso il 10/3/86) - 6:15

### CD 3
1. Night Shift (Apollo Theatre, Oxford in Concert - Registrato il 14.11.85. Trasmesso il 10/3/86) - 6:19
2. 92 Degrees (Apollo Theatre, Oxford in Concert - Registrato il 14.11.85. Trasmesso il 10/3/86) - 5:26
3. Pulled to Bits (Apollo Theatre, Oxford in Concert - Registrato il 14.11.85. Trasmesso il 10/3/86) - 4:03
4. Switch (Apollo Theatre, Oxford in Concert - Registrato il 14.11.85. Trasmesso il 10/3/86) - 6:32
5. Happy House (Apollo Theatre, Oxford in Concert - Registrato il 14.11.85. Trasmesso il 10/3/86) - 4:11
6. Cities in Dust (Apollo Theatre, Oxford in Concert - Registrato il 14.11.85. Trasmesso il 10/3/86) - 4:40
7. The Last Beat of My Heart (Royal Albert Hall, Londra - Registrato il 12.9.88. Trasmesso il 14/10/88) - 5:03
8. The Killing Jar (Royal Albert Hall, Londra - Registrato il 12.9.88. Trasmesso il 14/10/88) - 4:00
9. Christine (Royal Albert Hall, Londra - Registrato il 12.9.88. Trasmesso il 14/10/88) - 3:06
10. This Wheel's on Fire (Royal Albert Hall, Londra - Registrato il 12.9.88. Trasmesso il 14/10/88) - 5:06
11. Something Blue (Royal Albert Hall, Londra - Registrato il 12.9.88. Trasmesso il 14/10/88) - 3:58
12. Rawhead and Bloody Bones (Royal Albert Hall, Londra - Registrato il 12.9.88. Trasmesso il 14/10/88) - 2:08
13. Carousel (Royal Albert Hall, Londra - Registrato il 12.9.88. Trasmesso il 14/10/88) - 4:00
14. Rhapsody (Royal Albert Hall, Londra - Registrato il 12.9.88. Trasmesso il 14/10/88) - 6:47
15. Skin (Royal Albert Hall, Londra - Registrato il 12.9.88. Trasmesso il 14/10/88) - 3:39
16. Spellbound (Royal Albert Hall, Londra - Registrato il 12.9.88. Trasmesso il 14/10/88) - 5:15
17. Hong Kong Garden (Royal Albert Hall, Londra - Registrato il 12.9.88. Trasmesso il 14/10/88) - 3:11

### DVD
1. Metal Postcard (Mittageisen) (The Old Grey Whistle Test 07/11/1978 Stereo)
2. Jigsaw Feeling (The Old Grey Whistle Test 07/11/1978 Stereo)
3. Playground Twist (Top of the Pops 12/07/1979 Stereo)
4. Love in a Void (Something Else 03/11/1979 Stereo)
5. Regal Zone (Something Else 03/11/1979 Stereo)
6. Happy House (Top of the Pops Date 10/04/1980 Stereo)
7. Israel (Something Else 15/12/1980 Stereo)
8. Tenant (Something Else 15/12/1980 Stereo)
9. Israel (Rock Goes to College 09/03/1981 Stereo)
10. Spellbound (Rock Goes to College 09/03/1981 Stereo)
11. Arabian Knights (Rock Goes to College 09/03/1981 Stereo)
12. Halloween (Rock Goes to College 09/03/1981 Stereo)
13. Night Shift (Rock Goes to College 09/03/1981 Stereo)
14. But Not Them (Rock Goes to College 09/03/1981 Stereo)
15. Voodoo Dolly (Rock Goes to College 09/03/1981 Stereo)
16. Eve White/Eve Black (Rock Goes to College 09/03/1981 Stereo)
17. Spellbound (Top of the Pops 04/06/1981 Stereo)
18. Fireworks (Top of the Pops 03/06/1982 Stereo)
19. Melt! (The Old Grey Whistle Test 12/11/1982)
20. Painted Bird (The Old Grey Whistle Test 12/11/1982)
21. Melt! (Oxford Road Show 03/12/1982 Stereo)
22. Overground (Oxford Road Show 03/12/1982 Stereo)
23. Dear Prudence (Top of the Pops 29/09/1983 Stereo)
24. Swimming Horses (Top of the Pops 29/03/1984 Stereo)
25. Cities in Dust (Old Grey Whistle Test: 29/10/1985 Stereo)
26. Lands End (Old Grey Whistle Test: 29/10/1985 Stereo)
27. This Wheel's on Fire (Top of the Pops 22/01/1987 Stereo)
28. Peek-a-Boo (Top of the Pops 28/07/1988 Stereo)
29. Kiss Them for Me (Top of the Pops 30/05/1991 Stereo)